# Аронін Семен Борисович
Аро́нін Семе́н Бори́сович (*5 лютого 1927, село Ухвала, Мінська область) — радянський організатор промислового виробництва, лауреат Державної премії СРСР в 1979 році.
Закінчив Московський інститут сталі та сплавів в 1949 році. В 1949-1991 роках працював на Чепецькому механічному заводі в місті Глазов — начальник зміни, начальник відділення, технолог, заступник начальника цеху уранового виробництва.
Державна премія СРСР 1979 року присуджена за участь у створенні автоматизованого промислового виробництва виробів нової техніки.